# Сара Мейсон (сценарист)
Сара Мейсон (англ. Sarah Y. Mason; 31 березня 1896, Піма, Аризона — 28 листопада 1980, Лос-Анджелес, Каліфорнія) — американська сценаристка. Мейсон народилася у містечку Піма, Аризона. Вона та її чоловік Віктор Герман отримали нагороду «Оскар» за найкращий адаптований сценарій до фільму «Маленькі жінки» 1933 року на основі роману Луїзи Мей Елкотт. Сара і Віктор одружилися в 1921 році. Вона померла в Лос-Анджелесі й була кремована. У Віктора та Сари було двоє дітей: Кетрін Енліс Герман і Віктор-молодший.

## Вибрана фільмографія
- 1954: Чудова одержимість / Magnificent Obsession
- 1949: Маленькі жінки / Little Women
- 1944: Зустрінь мене в Сент-Луїсі / Meet Me in St. Louis
- 1941: / A Girl, a Guy, and a Gob
- 1940: Гордість і упередження / Pride and Prejudice
- 1939: Золотий хлопчик / Golden Boy
- 1937: Стелла Даллас / Stella Dallas
- 1935: Чудова одержимість / Magnificent Obsession
- 1935: Перерва для сердець / Break of Hearts
- 1934: Маленький священик / The Little Minister
- 1934: Імітація життя / Imitation of Life
- 1934: Епоха невинності / The Age of Innocence
- 1933: Маленькі жінки / Little Women
- 1930: Дівчина, яка говорить «ні» / The Girl Said No
- 1921: Високосний рік / Leap Year
- 1918: Аризона / Arizona